# آندرئا رونکاتو
آندرئا رونکاتو (ایتالیایی: Andrea Roncato؛ زادهٔ ۷ مارس ۱۹۴۷) بازیگر و کمدین اهل ایتالیا است.
از فیلم‌ها یا سریال‌های تلویزیونی که وی در آن نقش داشته‌است، می‌توان به افسران پلیس، پدر ماتئو، مرا به خاطر بسپار، عشق من، راننده‌کامیون‌ها، مأموران آتش‌نشانی، ریمینی ریمینی، مربی در ساحل، ریمینی ریمینی - یک سال بعد و نجیب و بدجنس اشاره کرد.